# Eduard Arzt
Eduard Arzt (* 1956 in Linz) ist ein österreichischer Physiker und Materialwissenschaftler. Er ist Träger hochrangiger Wissenschaftspreise, wie z. B. des Gottfried Wilhelm Leibniz-Preises, dem höchsten Forschungspreis der Deutschen Forschungsgemeinschaft, dem Acta Metallurgica Award und der Heyn-Denkmünze, der höchsten Auszeichnung der Deutschen Gesellschaft für Materialkunde. 2013 gelang ihm die Einwerbung eines renommierten Advanced Grant des Europäischen Forschungsrats (ERC), gefolgt von drei Proof-of-Concept Grants (2017, 2019, 2020). Er ist Mitglied der Leopoldina Nationale Akademie der Wissenschaften, korrespondierendes Mitglied der Österreichischen Akademie der Wissenschaften und internationales Mitglied der US National Academy of Engineering.

## Leben
Eduard Arzt begann nach der Matura 1974 am Linzer Khevenhüller-Gymnasium ein Studium der Physik und Mathematik an der Universität Wien. Er promovierte 1980 in Wien mit einer Arbeit über „Ein Modell für die Verdichtung kugeliger Metallpulver“, die er von 1977 bis 1980 an der Montanuniversität Leoben angefertigt hatte. Nach einem zweijährigen Forschungsaufenthalt an der Universität Cambridge wechselte er 1982 an das Max-Planck-Institut für Metallforschung in Stuttgart. 1989/90 ging er für ein Jahr als Gastprofessor an die Stanford University und übernahm 1990 eine Professur für Metallkunde/Metallphysik an der Universität Stuttgart, zeitgleich wurde er zum Direktor am MPI für Metallforschung (heute das  MPI für Intelligente Systeme) ernannt. 1996 wurde er für seine wissenschaftlichen Leistungen mit dem Leibniz-Preis der Deutschen Forschungsgemeinschaft ausgezeichnet und lehrte für ein Jahr als Gastprofessor am Massachusetts Institute of Technology. 2003 wurde er turnusmäßig zum Geschäftsführenden Direktor des Max-Planck-Instituts für Metallforschung in Stuttgart ernannt. Am 1. Oktober 2007 wechselte er in die Position des wissenschaftlichen Geschäftsführers und Vorsitzenden der Geschäftsführung des Leibniz-Instituts für Neue Materialien (INM) in Saarbrücken und wurde gleichzeitig Professor für Neue Materialien an der Universität des Saarlandes. Seit dieser Zeit führte er eine thematische und organisatorische Neuorientierung des INM durch, die das Institut als eine Einrichtung moderner Materialforschung mit besonderer Betonung der Interdisziplinarität und der Verbindung von Grundlagen und praktischen Anwendungen positionierte. In der Evaluierung 2017 wurde dem Institut durch eine international besetzte Gutachterkommission eine „weltweit führende Stellung in der Materialforschung“ zuerkannt (Leibniz Evaluierung). Seit 2023 ist Eduard Arzt Visiting Professor im Department of Mechanical and Aerospace Engineering an der University of Calfornia San Diego.
Eduard Arzt ist in seiner Forschung international eng vernetzt. Forschungsaufenthalte und Festvorträge führten ihn, neben zahlreichen Plenarvorträgen auf internationalen Tagungen, an die University of California, Santa Barbara, die University of California, San Diego, die University of Illinois Urbana-Champaign, die Case Western Reserve University, das Technion Israel Institute of Technology, die Chinese Academy of Sciences oder die Universität Wien und die TU Graz. Eduard Arzt ist Editor-in-Chief von Progress in Materials Science, der führenden traditionsreichen Review-Zeitschrift auf dem Gebiet der Materialwissenschaft. Etwa 20 seiner ehemaligen Mitarbeiterinnen und Mitarbeiter arbeiten heute als Inhaber renommierter Lehrstühle in Deutschland, der Schweiz, Österreich, den Niederlanden, Korea und USA, ebenso als Führungskräfte in der Max-Planck-Gesellschaft, der Leibniz-Gemeinschaft, der Fraunhofer-Gesellschaft und der Helmholtz Gemeinschaft.
Eduard Arzt hat als Schüler am Bruckner Konservatorium Linz (heute die Anton Bruckner Privatuniversität) und im Rahmen eines einjährigen Schüleraustausches (1972/73) an der University of Miami School of Music (heute Frost School of Music) Konzertfach Klavier studiert. Er hat seit 2018 den ehrenamtlichen Vorstandsvorsitz im Förderverein der Internationalen Musikfestspiele Saar inne. Seit 2018 ist Eduard Arzt Inhaber einer Privatpilotenlizenz PPL-A.

## Forschungsgebiete
Arzt arbeitete auf dem Gebiet der Pulvermetallurgie, der Entwicklung moderner Strukturwerkstoffe wie Hochtemperatur- und Metallmatrix-Verbundwerkstoffe, der Mikro- und Nanomechanik von Materialien insbesondere in Dünnschichtform, der Elektromigration und Ermüdung in miniaturisierten Materialsystemen und der Modellierung und Simulation von Materialien unter Extrembedingungen. Derzeit liegt der Schwerpunkt seiner Arbeiten auf der Erforschung und Herstellung bioinspirierter Haftoberflächen. Arzt ist Co-Founder der Ausgründung INNOCISE GmbH, die gecko-inspirierte Lösungen für die Robotik und Automatisierungstechnik kommerzialisiert.

## Auszeichnungen und Mitgliedschaften
- Masing-Gedächtnispreis der Deutschen Gesellschaft für Metallkunde, 1985
- Heinz-Maier-Leibnitz-Preis des Bundesministeriums für Bildung und Wissenschaft, 1988
- Acta Metallurgica Outstanding Paper Award, 1990
- Max-Planck-Forschungspreis (zusammen mit William D. Nix, Stanford), 1990
- Gottfried-Wilhelm-Leibniz-Preis der Deutschen Forschungsgemeinschaft, 1996
- R.S. Williams Lecturer am Massachusetts Institute of Technology, 1996
- Wahl zum Korrespondierendes Mitglied der Österreichischen Akademie der Wissenschaften, 1997[1]
- Mitglied der Deutschen Akademie der Naturforscher Leopoldina, 2002[2]
- Wissenschaftspreis: Forschung zwischen Grundlagen und Anwendungen des Stifterverbandes für die Deutsche Wissenschaft, 2005[3]
- Advanced Grant des European Research Council (ERC) 2013, gefolgt von drei Proof-of-Concept Grants (2017, 2018, 2020)[4]
- Heyn-Denkmünze (DGM), 2017[5]
- Morris Cohen Award der TMS - the Minerals, Metals and Materials Society, Pittsburgh, USA, 2020[6]
- Mitglied der National Academy of Engineering, 2020[7][8]
- Mitgründer und Vorsitzender des Beirats, INNOCISE GmbH[9]